# Конолофы
Конолофы (лат. Conolophus) — род игуан, обитающий исключительно на Галапагосских островах. Близкие родственники морских игуан, но отличаются от них более вытянутой головой, коротким неуклюжим туловищем со слабо выраженным спинным гребнем, а также более коротким, округлым в поперечном сечении хвостом. Плавательные перепонки на лапах отсутствуют. Верхняя сторона тела кирпично-красного цвета, на боках переходящего в тёмно-бурый. Окраска головы лимонно-жёлтая, светло-оранжевая или желтоватая.
В настоящий момент в этом роде выделяется три вида. Все они занесены в Международную Красную книгу.

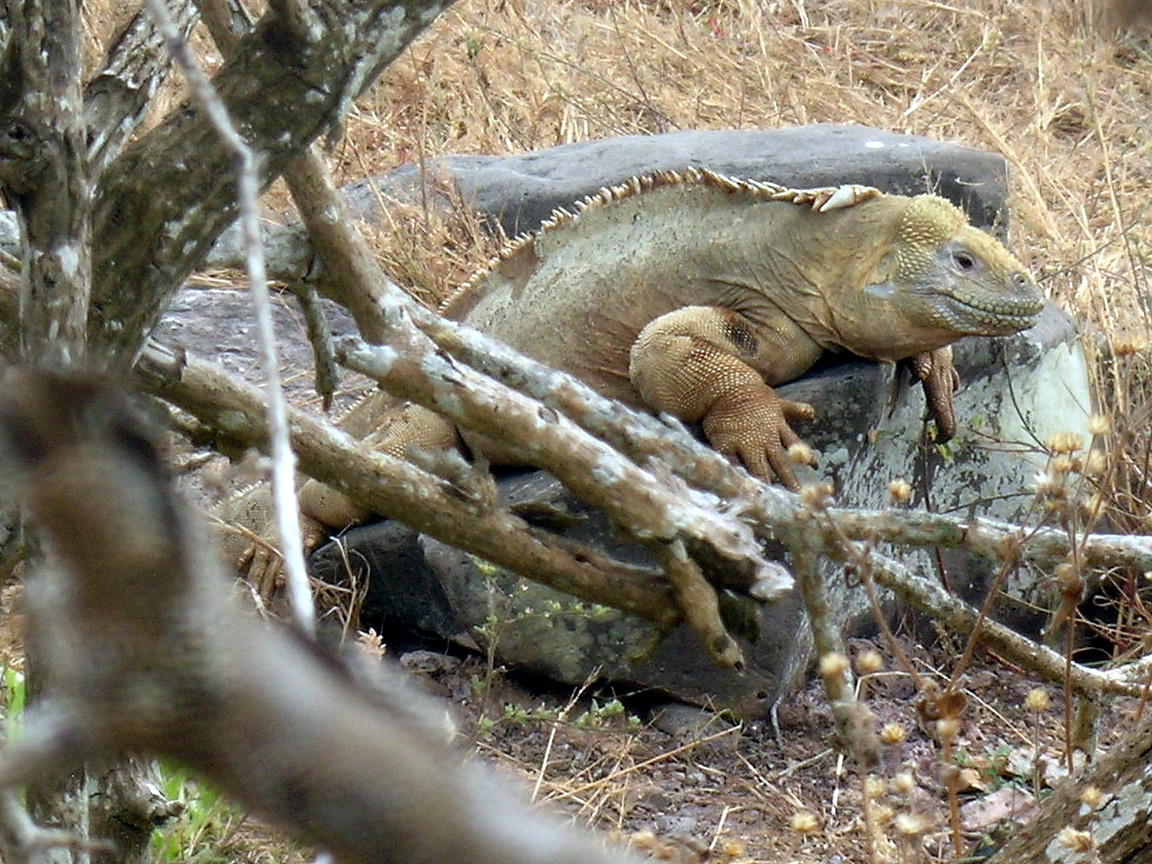
Бледный конолоф (Conolophus pallidus)

## Виды
В роде три вида:
- Галапагосский конолоф (Conolophus subcristatus), или обыкновенный конолоф[2]
- Бледный конолоф (Conolophus pallidus), или друзоголов[2]
- Conolophus marthae